# CIC Mont Ventoux 2023
La 5.ª edición de la clásica ciclista CIC Mont Ventoux fue una carrera en Francia que se celebró el 14 de junio de 2023 con inicio en la ciudad de Vaison-la-Romaine y final en alto del Mont Ventoux sobre un recorrido de 98,3 kilómetros.
La carrera formó parte del UCI ProSeries 2023,  calendario ciclístico mundial de segunda división, dentro de la categoría UCI 1.Pro y fue ganada por el francés Lenny Martinez del Groupama-FDJ. Completaron el podio, como segundo y tercer clasificado respectivamente, el canadiense Michael Woods del Israel-Premier Tech, y el británico Simon Carr del EF Education-EasyPost.

## Equipos participantes
Tomaron parte en la carrera 16 equipos: 6 de categoría UCI WorldTeam, 7 de categoría UCI ProTeam y 3 de categoría Continental. Formaron así un pelotón de 107 ciclistas de los que acabaron 102. Los equipos participantes fueron:
| WorldTeams (6)- AG2R Citroën Team - Cofidis - EF Education-EasyPost - Groupama-FDJ - Movistar Team - Arkéa-Samsic ProTeams (7)- Burgos-BH - Caja Rural-Seguros RGA - Equipo Kern Pharma - Euskaltel-Euskadi - Israel-Premier Tech - TotalEnergies - Uno-X Pro Cycling Team Equipos continentales (3)- CIC U Nantes Atlantique - Electro Hiper Europa - Nice Métropole Côte d'Azur |
| |

## Clasificación final
- La clasificación finalizó de la siguiente forma:[3]

| \| Clasificación general \| Clasificación general \| Clasificación general \| Clasificación general \| Clasificación general \| \| Ciclista \| Ciclista \| Equipo \| Tiempo \| \| \| --------------------- \| ---------------------- \| --------------------- \| --------------------- \| --------------------- \| \| 1.º \| Lenny Martinez \| Groupama-FDJ \| 2 h 48 min 41 s \| \| \| 2.º \| Michael Woods \| Israel-Premier Tech \| + 1 s \| \| \| 3.º \| Simon Carr \| EF Education-EasyPost \| + 1 s \| \| \| 4.º \| Cristián Rodríguez \| Arkéa-Samsic \| + 1 s \| \| \| 5.º \| Clément Champoussin \| Arkéa-Samsic \| + 13 s \| \| \| 6.º \| Iván Ramiro Sosa \| Movistar Team \| + 14 s \| \| \| 7.º \| Domenico Pozzovivo \| Israel-Premier Tech \| + 15 s \| \| \| 8.º \| Valentin Paret-Peintre \| AG2R Citroën Team \| + 20 s \| \| \| 9.º \| Diego Camargo \| EF Education-EasyPost \| + 22 s \| \| \| 10.º \| Mikel Bizkarra \| Euskaltel-Euskadi \| + 29 s \| \| |                        |                       |                 |
| |                        |                       |                 |
| Fuente: ProCyclingStats |                        |                       |                 |
| Clasificación general |                        |                       |                 |
| Ciclista | Ciclista               | Equipo                | Tiempo          |
| 1.º | Lenny Martinez         | Groupama-FDJ          | 2 h 48 min 41 s |
| 2.º | Michael Woods          | Israel-Premier Tech   | + 1 s           |
| 3.º | Simon Carr             | EF Education-EasyPost | + 1 s           |
| 4.º | Cristián Rodríguez     | Arkéa-Samsic          | + 1 s           |
| 5.º | Clément Champoussin    | Arkéa-Samsic          | + 13 s          |
| 6.º | Iván Ramiro Sosa       | Movistar Team         | + 14 s          |
| 7.º | Domenico Pozzovivo     | Israel-Premier Tech   | + 15 s          |
| 8.º | Valentin Paret-Peintre | AG2R Citroën Team     | + 20 s          |
| 9.º | Diego Camargo          | EF Education-EasyPost | + 22 s          |
| 10.º | Mikel Bizkarra         | Euskaltel-Euskadi     | + 29 s          |

## UCI World Ranking
El CIC Mont Ventoux otorgó puntos para el UCI World Ranking para corredores de los equipos en las categorías UCI WorldTeam, UCI ProTeam y Continental. Las siguientes tablas son el baremo de puntuación y los diez corredores que obtuvieron más puntos:
| Posición   | 1.º | 2.º | 3.º | 4.º | 5.º | 6.º | 7.º | 8.º | 9.º | 10.º | 11.º | 12.º | 13.º | 14.º | 15.º | 16.º-30.º | 31.º-40.º |
| Puntuación | 200 | 150 | 125 | 100 | 85  | 70  | 60  | 50  | 40  | 35   | 30   | 25   | 20   | 15   | 10   | 5         | 3         |

| Clasificación |                        |                       |        |
| Posición      | Ciclista               | Equipo                | Puntos |
| ------------- | ---------------------- | --------------------- | ------ |
| 1.º           | Lenny Martinez         | Groupama-FDJ          | 200    |
| 2.º           | Michael Woods          | Israel-Premier Tech   | 150    |
| 3.º           | Simon Carr             | EF Education-EasyPost | 125    |
| 4.º           | Cristián Rodríguez     | Arkéa Samsic          | 100    |
| 5.º           | Clément Champoussin    | Arkéa Samsic          | 85     |
| 6.º           | Iván Ramiro Sosa       | Movistar              | 70     |
| 7.º           | Domenico Pozzovivo     | Israel-Premier Tech   | 60     |
| 8.º           | Valentin Paret-Peintre | AG2R Citroën          | 50     |
| 9.º           | Diego Camargo          | EF Education-EasyPost | 40     |
| 10.º          | Mikel Bizkarra         | Euskaltel-Euskadi     | 35     |